# Kambalda Airport
Kambalda Airport är en flygplats i Australien. Den ligger i kommunen Coolgardie och delstaten Western Australia, omkring 550 kilometer öster om delstatshuvudstaden Perth.
Trakten runt Kambalda Airport är nära nog obefolkad, med mindre än två invånare per kvadratkilometer.. Närmaste större samhälle är Kambalda, nära Kambalda Airport. 
Omgivningarna runt Kambalda Airport är i huvudsak ett öppet busklandskap. Genomsnittlig årsnederbörd är 385 millimeter. Den regnigaste månaden är januari, med i genomsnitt 83 mm nederbörd, och den torraste är augusti, med 10 mm nederbörd.